# کوژک (دندان)

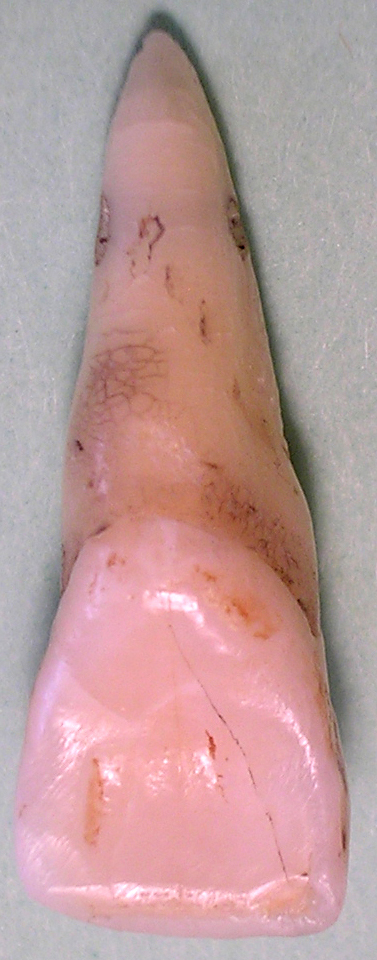
Lingual (interior) view of an upper incisor. The cingulum is highlighted near the base.

در دندان‌پزشکی به برجستگی طوقی سطح زبانی یا کامی دندان‌های قدامی، کوژک یا سینگولوم (انگلیسی: Cingulum) می‌گویند.
کوژک برجستگی‌های بزرگ و کاملاً گردی است که در سطح زبانی دندان‌های قدامی دائمی و شیری دیده می‌شود. کوژک دایره‌وار سطح زبانی را به مزیال و دیستال متصل می‌کند.